# Nemška romantika (književnost)
Nemška romantična književnot označuje literarno smer, ki je v nemški književnosti prevladovala od začetka do srede 19. stoletja.
V Nemčiji so romantično književnost pripravile ideje viharništva (nem. Sturm und Drang) in weimarske klasike (nem. Weimarer Klassik). Dokončno se je razvila sredi devedesetih let 18. stoletja v tako imenovani starejši romantični šoli, katero so sestavljali Friedrich Schlegel (1767-1845, filozof, teoretik, esejist, literarni kritik, zgodovinar, pesnik in jezikoslovec), njegov brat August Wilhelm Schlegel (1776-1845, literarni zgodovinar, kritik, pesnik in prevajalec), pesnik in pripovednik Novalis (1772-1801) in Ludwig Tieck (1773-1853, pesnik, dramatik, pripovednik in prevajalec). Njihovo glasilo je bil časopis Athenäum, središče pa mesto Jena. V začetku so bili pod vplivom idej francoske revolucije, pozneje so se približali rekciji in restavraciji. od vsega začetka so bili tesno povezani s filozofijo J.G. Fichteja (1762-1814), F.W.J. Schellinga (1775-1854) in F.E.D. Schleiermacherja (1768-1834). Bolj kot s književnimi deli so na razvoj evropske romantike vplivali s teoretičnimi, literarnozgodovinskimi in prevodnimi spisi.
Tako imenovana mlajša romantična šola pa se je razvila v Heidelbergu po letu 1804. Tej šoli so pripadali Achim von Arnim (1781-1831), Clemens Brentano (1778-1842) in Friedrich de la Motte Fouqué (1777-1843), vsi trije pesniki, pripovedniki in dramatiki, nato pa še Joseph von Eichendorff (1788- 1857, pesnik in pripovednik) in deloma dramatik Zacharias Werner (1775-1823. V nasprotju s starejšo romantiko so bili usmerjeni v nemško nacionalno preteklost in ljudsko slovstvo - Armin in Brentano sta izdala zbirko ljudskih pesmi Dečkov čudežni rog (Des Knaben Wunderhorn, 1805-1808). Svetovnonazorsko in politično so bili konservtivni.
Zunaj obeh romantičnih šol so ostajali najpomembnejši predstavniki nemške romantike: starejši pripovednik Jean Paul (1763-1825), pesnik Friedrich Hölderlin (1770-1843, pripovednik E. T. A. Hoffmann (1776-1822), dramatik in pripovednik Heinrich von Kleist (1777-1811). Manj pomembni, vendar v svojem času priljubljeni in vplivni pa so bili še pesniki Ludwig Uhland (1787-1862), Adelbert von Chamisso (1781-1838), Friedrich Rückert (1788-1866, predvsem prevajalec iz orientalske književnosti), August Platen (1796-1835), Nikolaus Lenau (1802-1850 in Eduard Mörike (1804-1875). Vrsto pomembnih nemških romantikov zaključita dramatik Franz Grillparzer (1791-1872) in pesnik Heinrich Heine (1797-1856), prvi nagibajoč se h klasicizmu, drugi že na meji nove, realistične smeri.